# Ryd, Järsnäs distrikt
Ryd är en bebyggelse i Järsnäs distrikt i Jönköpings kommun.  Bebyggelsen klassas från 2023  som en småort.